# Пошехонский уезд
Пошехо́нский уезд — административно-территориальная единица Ярославской губернии Российской империи и РСФСР, существовавшая в 1541—1929 годах. Административный центр — город Пошехонье.

## География
Уезд располагался в северной части Ярославской губернии. Площадь, по Стрельбицкому, составляла 5234 кв. версты.

## История

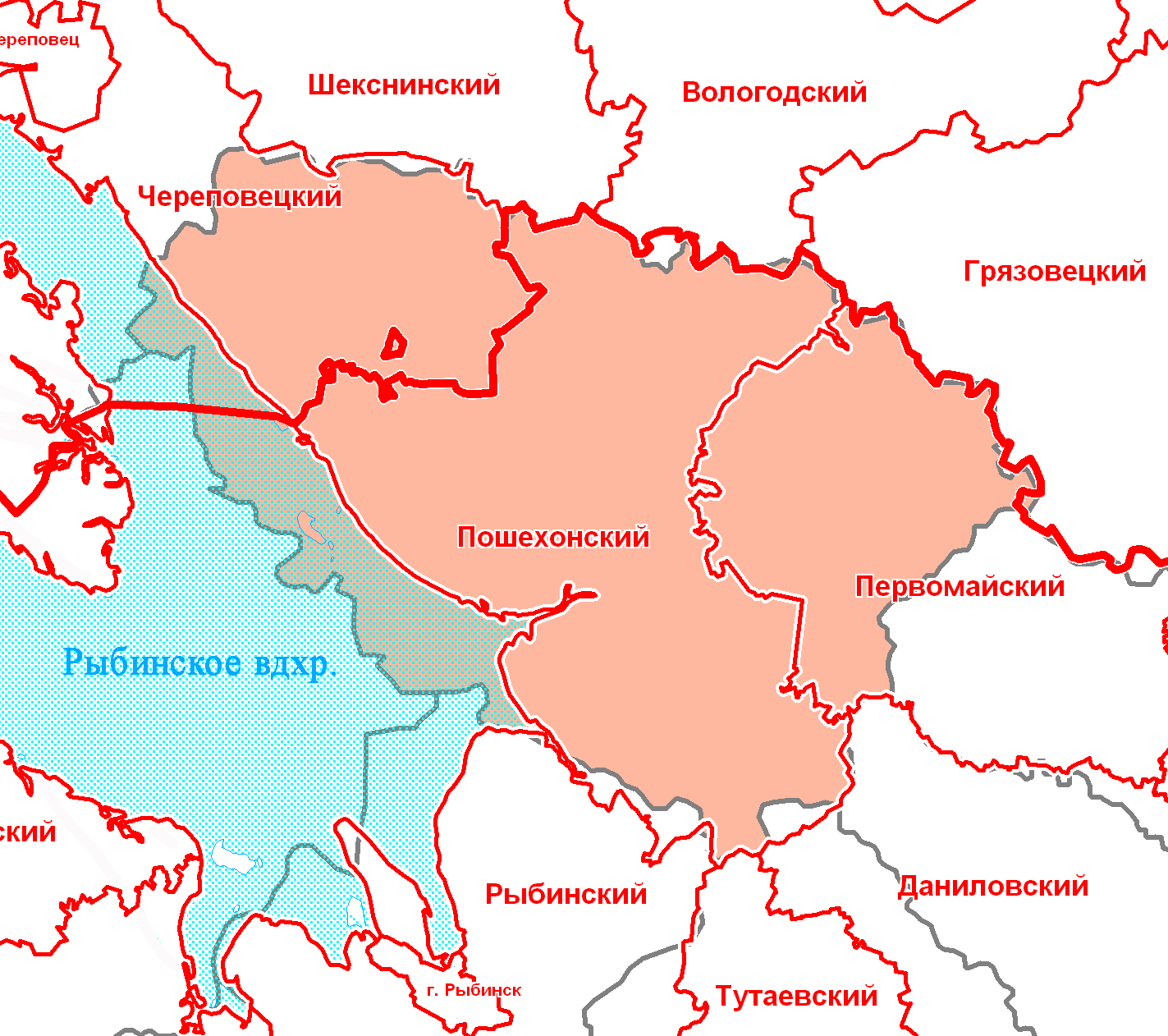
Пошехонский уезд в современной сетке районов

В 1486 году был образован Белозерский уезд, а в 1541 год, в период укрепления Русского государства, из уезда выделена новая отдельная административная единица — Пошехонский уезд. Центром его было определено село Белое. В 1540 году пришёл в «пределы Пошехонския» монах Адриан, причисленный впоследствии к лику святых, и с 1543-го начал строить монастырь, который сыграл заметную роль в истории уезда и города.
В 1680 году административный центр уезда и его городское правление были переведены из села Белого в монастырское село Пертому.
В 1719 году была образована Пошехонская провинция, существовавшая по 1727 год.
С 1727 года провинция приписана к Ярославлю и в составе Ярославской провинции — к Московской губернии.
В 1777 году Указом Екатерины II село Пертома переименовано в город Пошехонье, уезд включён в состав Ярославской губернии, а в следующем году утвержден и герб города.
В 1918 году уезд вслед за городом был переименован в Пошехоно-Володарский уезд. В 1921—1923 годах уезд входил в состав Рыбинской губернии.
В 1929 году уезд был расформирован, его территория вошла в состав Рыбинского округа Ивановской Промышленной области.

## Население
По сведениям 1859 года население уезда составляло 97 995 жителей.
По переписи 1897 года население уезда составляло 110 912 человек, в том числе в городе Пошехонье — 4033 человек.
По данным переписи населения 1926 года уезд имел 1596 населённых пунктов с населением 115 318 человек, в том числе в городе Пошехонье — 4304 человек.

## Административное устройство
В 1890 году в состав уезда входило 20 волостей
| № п/п | Волость          | Волостное правление        | Число селений | Население |
| ----- | ---------------- | -------------------------- | ------------- | --------- |
| 1     | Давыдковская     | д. Матюшкино               | 56            | 3762      |
| 2     | Ериловская       | г. Пошехонье               | 88            | 4566      |
| 3     | Ермаковская      | с. Ермаково                | 66            | 5636      |
| 4     | Займищевская     | с. Давыдовское в Яловце    | 75            | 3558      |
| 5     | Катринская       | с. Карповское              | 81            | 5252      |
| 6     | Колобовская      | с. Федорково               | 30            | 3257      |
| 7     | Меленковская     | д. Демидково               | 57            | 5096      |
| 8     | Мусорская        | с. Воскресенское на Мусоре | 56            | 8263      |
| 9     | Николо-Раменская | д. Панфилка                | 75            | 3607      |
| 10    | Панфиловская     | д. Лапушка                 | 52            | 3441      |
| 11    | Подорванская     | д. Старое-Село             | 77            | 6846      |
| 12    | Пошехонская      | г. Пошехонье               | 83            | 4149      |
| 13    | Соколовская      | с. Владычное               | 74            | 6188      |
| 14    | Софроновская     | с. Грамотино               | 89            | 7180      |
| 15    | Тарасовская      | д. Кобылино                | 50            | 4381      |
| 16    | Трушковская      | с. Борисоглебское          | 39            | 2891      |
| 17    | Хмелевская       | д. Дор на Маткоме          | 45            | 5715      |
| 18    | Холмовская       | д. Притыкино               | 85            | 4871      |
| 19    | Щетинская        | с. Щетинское               | 53            | 6871      |
| 20    | Югская           | с. Батран                  | 31            | 3581      |

В 1913 году в уезде было также 20 волостей, центр Давыдковской волости перемещен в с. Никольское, центр Тарасовской волости — в с. Никольское на Ухтоме, центр Трушковской волости — в д. Трушково, центр Холмовской волости — в с. Покров-Рогули.
В 1923 году в уезде было 13 укрупнённых волостей:
- Белосельская — с. Белое,
- Володарская — с. Хмелевое,
- Давыдковская — с. Николо-Лисино,
- Ермаковская — с. Ермаково,
- Колобовская — с. Федорково,
- Кукобойская — с. Кукобой,
- Люксембургская — с. Воскресенское на Мусоре,
- Октябрьская — г. Пошехонье-Володарск,
- Панфиловская — с. Панфилово,
- Первомайская — с. Семеновское,
- Пролетарская — с. Владычное;
- Свердловская — с. Покров-Рогули;
- Софроновская — с. Колодино.

## Населённые пункты
Крупнейшие населённые пункты по переписи населения 1897 года, жит.:
- г. Пошехонье — 4033
- с. Пельнево — 580
- с. Спас-Мякса — 538
- д. Санниково — 490

## Экономика
Главным занятием жителей было земледелие. Сеяли преимущественно озимую рожь, овёс, ячмень, лён, картофель. Пахотной земли 106 871 десятин, сенокосной и пастбищной — 123 604 десятин. В 1897 году посевная площадь под озимью на крестьянских надельных землях составляла 29 699 десятин, на владельческих — 4066 десятин. Севооборот исключительно трёхпольный; посев кормовых трав в небольшом количестве производился крестьянами на купленных землях и лишь в единичных случаях на надельных. Лошадей — 22 872, рогатого скота — 45 111 голов, овец — 24 352, свиней — 537. Число безлошадных и бескоровных хозяйств в различных волостях уезда колебалось от 1 до 12 %. Земледелие мало обеспечивало местных крестьян; недостающие средства к жизни добывались ремеслами и промыслами. Промышленных заводов было 814, с производством на 261 372 руб., при 1148 рабочих. Маслоделен — 182, ветряных мельниц — 149, водяных — 64; маслобоен — 58, кирпичных заводов — 17, сусальных мастерских — 16, кожевных зав. — 14, клееваренных — 9; паровая мельница, сыроваренный завод и пр. Артельное сыроварение, развившееся с начала 1870-х годов, сначала приняло крупные размеры, но затем, вследствие падения цен на сыр, пришло в упадок. Крестьяне-артельщики перешли на производство масла, преимущественно голштинского. По расчёту земской управы, уезд поставлял на рынок масла более чем на 650000 рублей в год. Лесной промысел, кроме доставки дров для местных потребителей, находился в руках иногородних купцов, скупающих лес на сруб и сплавляющих его по рекам. Домашними промыслами занимались 1126 домохозяев. Наиболее развиты промыслы скорняжный, войлочный, бондарный, гончарный, кожевенный, красильный, тележный, сапожный, столярный, плотничный, производства из лыка и коры, производство из дерева лопат, борон и т. п. Отхожие промыслы развиты были слабо; в этом отношении Пошехонский уезд занимал последнее место в Ярославской губернии. Уходящие на сторону составляли 10 % населения (во всей губернии — 14,6 %). В 1896 году выдано на отлучку 12 812 видов. Уходили преимущественно в Петербург, в Москву, в соседние губернии и в низовые города. Наибольшее число уходящих на сторону: портные — 3746 чел., служащие в трактирах и питейных заведениях — 812, плотники — 450, сапожники — 180, слесаря, кузнецы и медники — 151.

## Образование и социальная сфера
Земских начальных школ 45, учащихся 2580 (девочек 665); при 7 школах ночлежные приюты, церковно-приходских школ 28 (одна церковь-школа), учащихся 1092 (девочек 296); школ грамоты 31, учащихся 606 (дев. 142). 1 министерское училище с ремесленными классами. Ремесленная школа в селе Владычном. Почтовые отделения в 6 сёлах, в том числе один телеграф. Земство содержало 3 врачебных пункта, 9 приемных фельдшерских покоев, 7 повивальных бабок, ветеринара и ветеринарного фельдшера.

## Уездные предводители дворянства
| Время службы | Фамилия, Имя, Отчество                | Должность/Чин                                    |
| ------------ | ------------------------------------- | ------------------------------------------------ |
| 1778-1786    | Леонтьев, Фёдор Матвеевич             | Подполковник                                     |
| 1787-1789    | Мауринов, Кузьма Андрианович          | Полковник                                        |
| 1790-1792    | Левашев, Иван Васильевич              | Надворный советник                               |
| 1793-1795    | Соколов, Аполлон Степанович           | Секунд-майор                                     |
| 1796-1798    | Левашев Иван Васильевич               | Надворный советник, коллежский советник (1798)   |
| 1799-1801    | Чихачев, Фёдор Иванович               | Коллежский асессор                               |
| 1802-1805    | Окулов, Николай Прокофьевич           | Бригадир                                         |
| 1805-1808    | Эндогуров, Иван Николаевич            | Надворный советник                               |
| 1808-1810    | Голенищев-Кутузов, Александр Иванович | Капитан                                          |
| 1810-1811    | Марин, Николай Алексеевич             | Статский советник                                |
| 1812-1814    | Окулов Николай Прокофьевич            | Бригадир                                         |
| 1815-1816    | Ахматов, Фёдор Данилович              | Капитан 2-го ранга                               |
| 1816-1821    | Соколов, Павел Аполлонович            | Подполковник                                     |
| 1821-1826    | Кашинцев, Пётр Васильевич             | Подполковник                                     |
| 1827-1829    | Ащерин, Дмитрий Михайлович            | Капитан                                          |
| 1830         | Окулов Николай Прокофьевич            | Бригадир                                         |
| 1830         | Ахматов Фёдор Данилович               | Капитан 2-го ранга                               |
| 1830         | Бормосов, Пётр Александрович          | Поручик                                          |
| 1830-1831    | Тютчев, Александр Петрович            | Штабс-капитан                                    |
| 1831-1832    | Ратаев, Дмитрий Александрович         | Артиллерии штабс-капитан                         |
| 1833-1835    | Левашев, Василий Иванович             | Артиллерии поручик                               |
| 1836-1847    | Ратаев Дмитрий Александрович          | Артиллерии штабс-капитан                         |
| 1848-1849    | Окулов, Михаил Николаевич             | Гвардии поручик                                  |
| 1849-1850    | Дедюлин, Алексей Яковлевич            | Надворный советник                               |
| 1851-1853    | Левашев, Николай Фёдорович            | Артиллерии подпоручик                            |
| 1854-1856    | Эндоуров, Пётр Николаевич             | Полковник                                        |
| 1857-1859    | Андреев, Афанасий Фёдорович           | Губернский секретарь                             |
| 1860-1862    | Андреев, Фёдор Фёдорович              | Коллежский секретарь, титулярный советник        |
| 1863         | Румянцев Пётр Александрович           | Генерал-майор                                    |
| 1863-1865    | Левашев Николай Фёдорович             | Артиллерии подпоручик                            |
| 1866-1868    | Андреев, Фёдор Фёдорович              | Титулярный советник                              |
| 1869         | Бибиков, Валериан Александрович       | Генерал-майор                                    |
| 1869         | Каратаев, Александр Николаевич        | Коллежский асессор                               |
| 1870-1871    | Соколов, Виктор Павлович              | Полковник                                        |
| 1871         | Андреев, Фёдор Фёдорович              | Титулярный советник                              |
| 1872         | Эндоуров Пётр Николаевич              | Полковник                                        |
| 1872         | Каратаев, Борис Николаевич            | Коллежский секретарь                             |
| 1872         | Батюшков, Михаил Павлович             | Штабс-капитан                                    |
| 1873-1874    | Прасолов, Яков Алексеевич             | Штабс-ротмистр                                   |
| 1875-1877    | Андреев Фёдор Фёдорович               | Титулярный советник                              |
| 1878-1890    | Прасолов, Алексей Алексеевич          | Коллежский регистратор, статский советник (1887) |
| 1890-1895    | Черносвитов, Александр Михайлович     | Титулярный советник, коллежский советник (1896)  |
| 1896-1898    | Гладков, Дмитрий Александрович        | Коллежский советник                              |